# Udea aurora
Udea aurora is een vlinder uit de familie van de grasmotten (Crambidae), uit de onderfamilie van de Spilomelinae. De wetenschappelijke naam van deze soort is voor het eerst voorgesteld als Anemosa aurora door Arthur Gardiner Butler in een publicatie uit 1881.
De soort komt voor in Hawaï.